# Rambus
La Rambus Incorporated è un'azienda informatica statunitense di semiconduttori e memorie fondata nel 1990.
Il suo prodotto più noto è RDRAM (Rambus Dram), una memoria RAM ad alte prestazioni, commercializzata nel mercato dei personal computer a partire dal 1999 e adottata, in seguito ad un accordo commerciale, da Intel in modo esclusivo per la prima generazione di Pentium 4 con socket 423 (Willamette) fino al 2001. In seguito al divorzio con Rambus, Intel adottò le memorie DIMM SDRAM (standard dell'epoca) e, successivamente, DDR SDRAM (evoluzione delle precedenti).
La fortuna delle RDRAM non fu duratura nel mercato personal computer a causa degli alti costi (i prezzi erano da due a tre volte superiori rispetto alle normali SDRAM dell'epoca) e dell'esiguo aumento prestazionale rispetto alle memorie tradizionali; fattori questi tali da compromettere le vendite dei nuovi Pentium. Successivamente il suo impiego è rimasto limitato all'ambito dei server.
La Rambus è molto nota, inoltre, per le numerose cause giudiziarie intentate (e in gran parte vinte), a partire dal 2000, contro tutti i maggiori produttori di memorie, rivendicando la proprietà del brevetto dell'interfaccia (Synchronous memory interface) utilizzata dalle memorie SDRAM e tutte le evoluzioni successive e chiedendo sostanziose royalties ai produttori citati in giudizio.